# Cui prodest
Cui prodest, o també Cui bono («qui se'n beneficia?»), és una locució llatina que fa referència al fet que en molts casos, a l'hora de determinar l'autor d'un acte, pot ser molt aclaridor preguntar-se qui és el beneficiari dels seus resultats. És una manera habitual de determinar el culpable d'un delicte. El cui prodest/cui bono es considera un dels principis del Dret romà.

## Limitacions
Malgrat que aquest principi és molt usat en criminalística, no és senzill determinar qui es pot beneficiar d'un determinat fet, ni tampoc pressuposar que tots els beneficiats hi han d'estar implicats per força, encara menys quan el veritable culpable els pot fer servir de cap de turc per a encaminar l'atenció lluny de la seva persona.

## Història
Ciceró va atribuir la frase cui bono a l'antic censor i cònsol romà Luci Cassi Longí Ravil·la, i va popularitzar-ne el seu ús:
| « | L. Cassius ille quem populus Romanus verissimum et sapientissimum iudicem putabat identidem in causis quaerere solebat "cui bono fuisset". El famós Luci Cassi, a qui el poble de Roma tenia per un jutge molt honest i savi, solia preguntar en resoldre els seus casos "A qui beneficia"? | » |

Sèneca va utilitzar l'expressió cui prodest en Medea (acte primer, escena primera, versos 500-501): «cui prodest scelus, is fecit» (aquell a qui aprofita el crim és qui l'ha comès). Sèneca utilitza la locució en la seva anàlisi, no criminalistica, de l'essència dels diversos beneficis i regals.
Hi ha un ús alternatiu molt estès però erroni de la locució: Quid prodest? (en interrogatives indirectes sense signe interrogatiu), encara que en aquest cas significa "què és útil?" o "quina cosa beneficia?", ja que quid és la forma neutra, en nominatiu, del pronom indefinit interrogatiu llatí quis, amb la qual cosa la interrogació d'autoria resta totalment desvirtuada.